# Don Alden Adams
Don Alden Adams (16. ledna 1925 Oak Park, Illinois, USA – 30. prosince 2019) byl prezidentem Biblické a traktátní společnosti Strážná věž (2000–2014).
Narodil se v rodině, která původně měla vazby na episkopální církev. Jeho matka projevovala zájem o Svědky Jehovovy a postupně se o ně začaly zajímat i děti. Jeho otec zpočátku neprojevoval zájem, ale zapojil se do právního případu, kdy jeden z Donových mladších bratrů nebyl osvobozen od vojenské služby, a nakonec se rovněž stal členem Svědků Jehovových.
Poté, co Adams sloužil jako kazatel na plný úvazek, byl koncem roku 1944 pozván, aby sloužil ve světovém ústředí svědků Jehovových v Brooklynu ve státě New York, kde byl tajemníkem prezidenta Společnosti Nathana H. Knorra. V 60. letech 20. století sloužil Adams přímo pod vedením vedoucího sboru jako zónový dozorce, navštěvoval různé země, aby prováděl audity odboček a setkával se s misionáři svědků. Později Adams řídil světové misionářské aktivity a sloužil ve výboru domova Bethel.
V roce 2000 popsal deník New York Daily News Adamse jako „dlouhodobě zasvěceného do práce ... ve světovém ústředí v Brooklyn Heights“. Deník Washington Post popsal Adamse jako „padesátiletého veterána organizace“, což bylo v následujících publikacích zopakováno.  Adams rovněž působil v publikačním výboru.

## Prezidentem Společnosti Strážná věž
Adams, pomocník vedoucího sboru,  se stal prezidentem Společnosti Strážná věž poté, co člen vedoucího sboru Milton G. Henschel v roce 2000 z této funkce odstoupil. V tomto roce členové vedoucího sboru rezignovali na své výkonné pozice v korporacích svědků Jehovových, ačkoli periodikum Christianity Today informovalo, že vedoucí sbor svědků Jehovových bude pokračovat ve své „dozorčí“ roli.  
Adamsovo prezidentství bylo administrativní a nepovažuje se za osobu, která by ovlivnila službu organizace, jako tomu bylo u dřívějších prezidentů Společnosti Strážná věž. Adamsův bratr Joel Adams  byl viceprezidentem Křesťanského sboru svědků Jehovových, Inc., což je s ním spřízněná korporace. 
V roce 2014 Adamse na postu prezidenta Společnosti Strážná věž nahradil Robert Ciranko. Adams zemřel v prosinci 2019 ve věku 94 let.